# Goathland
Goathland – wieś w Anglii, w hrabstwie North Yorkshire, w dystrykcie (unitary authority) North Yorkshire. Leży na terenie parku narodowego North York Moors, 55 km na północny wschód od miasta York i 324 km na północ od Londynu. W 2001 miejscowość liczyła 407 mieszkańców.